# Kohlbach (Kocher)
Der Kohlbach ist ein Flurbach im Stadtteil Stein am Kocher der Stadt Neuenstadt am Kocher des baden-württembergischen Landkreises Heilbronn. Nach über 31⁄2 km langem Lauf in insgesamt südwestlicher Richtung mündet er westlich des Dorfes Stein von rechts in den untersten Kocher.

## Geographie

### Verlauf
Der Kohlbach entspringt einer Quelle auf etwa 237 m ü. NHN etwa 200 Meter nordöstlich des Jüdischen Friedhofs Stein am Kocher im Forstdistrikt Aspen am unteren Waldhang, etwa 400 Meter südlich der Trasse der schon vorgeschichtlichen Hohen Straße zwischen Kocher und Jagst, die auf der Wasserscheide zwischen Kocher und Jagst verläuft. Das Gewässer verlässt nach etwa 50 Metern den Wald und fließt dann in einem in geraden Stücken gezogenen Graben südwestwärts zwischen Feldern. Er zieht am kleinen Friedhof vorbei und dann, zwischen einer Feldhecke und einem Feldgehölz und von einer Galerie begleitet, etwa ein Meter breit und etwa ebenso weit eingetieft, recht naturnah über oft lehmigem Grund, anderswo im Bett zeigen sich Versinterungen. Rechtsseits des Baches läuft die K 2136 Kreßbach–Stein, die ihm bis Stein folgt.
Kurz nach diesem Abschnitt liegt eine Folge von Sportstätten in der Aue des Baches, erst Tennisplätze, denen links gegenüber ein kleiner Teich im wieder nahe an den Bach herangerückten Wald liegt. Dieser geht in eine Verdolung, die ihn dann unter einem Fußballfeld hindurchführt, rechtsseits von welchem einige von einem kurzen Quellbach gespeiste, angelegte Tümpel liegen. Nach den Sportstätten durchläuft der Kohlbach offen ein gewöhnlich trockenliegendes Hochwasserrückhaltebecken, das hinter einem 9,4 m hohen Erddamm bis zu 14.600 m³ Hochwasser zurückhalten kann. Den Bachlauf säumt dort Röhricht.
Unterhalb des Staudamms wechselt die begleitende Straße auf die andere Seite und der wieder begradigt fließende Bach wird von Baumhecken begleitet. Kurz vor dem Ende der Kreisstraße an der L 720 Neudenau-Stein mündet nach weniger als der Hälfte seines Weges von rechts und Nordnordwesten her sein bedeutendster Zufluss in den Kohlbach, der aber nicht beständig Wasser führt. Der Kohlbach läuft in der Folge etwa südsüdostwärts weiter. An der Einmündung der Kreis- in die Landesstraße beginnt auch die Siedlungsflur von Stein, dort geht der Bach erneut in eine durchs Dorf führende  unterirdische Verdolung, die zunächst unter der Kurmainzstraße genannten Landesstraße bis zum in der heutigen Ortsmitte stehenden Schloss Presteneck läuft, deren umschließenden Wassergraben er speist.
Unterhalb schlägt er einen langen Rechtsbogen durchs Dorf und fließt dabei erst nach Unterqueren der L 720 an der Grenze zwischen der Wohn- und der Gewerbebebauung wieder offen unter Bäumen am Ufer. Die Kläranlage kurz nach der unteren Dorfgrenze und einen langgezogenen Teich am linken Ufer passiert er in inzwischen beständig nordwestlichem Lauf. Rechts am Ufer erhebt sich dort der steile Obstbauhang des Gewanns Altenmühler, ein Prallhang des Kochers, der hier von einer weiten rechten Aue begleitet ist. Schließlich fließt der Kohlbach auf etwa 154 m ü. NHN von rechts in den von Süden kommenden untersten Kocher ein, der sich vor dem Prallhang nach Westen wendet.
Der Kohlbach mündet nach 3,6 km langem Lauf mit mittlerem Sohlgefälle von etwa 23 ‰ rund 83 Höhenmeter unterhalb seiner Quelle am Waldhangfuß.

### Einzugsgebiet
Der Kohlbach hat ein ca. 3,9 km² großes Einzugsgebiet, das  zum westlichsten Unterraum Kocherplatten und Krumme Ebene des Naturraums der Hohenloher und Haller Ebene gerechnet wird. Sein mit etwa 278 m ü. NHN höchster Punkt liegt ganz im Nordosten im Forstdistrikt Aspen. Dieses einzige Waldgebiet darin umfasst etwa ein Viertel der Fläche. Die offene Flur ist weit überwiegend Ackerland, etwa ein Fünftel besteht aus Wohn- und Gewerbeflächen des Dorfes Stein am Kocher der Stadt Neuenstadt am Kocher, des einzigen Siedlungsplatzes darin, zu dessen Stadtteilgemarkung das gesamte Einzugsgebiet gehört.
Reihum grenzen die Einzugsgebiete der folgenden Nachbargewässer an:
- Im Norden fließt der Herbolzheimer Kreßbach zur unteren Jagst, die kurz nach dem vom Kohlbach gespeisten Kocher in den Neckar mündet;
- im Südosten läuft der Giesgraben wie der Kohlbach südwestwärts, aber oberhalb zum Kocher;
- im Westen fließt der kleinere Lobenbach südwärts und wenig abwärts zum Kocher.

### Zuflüsse und Seen

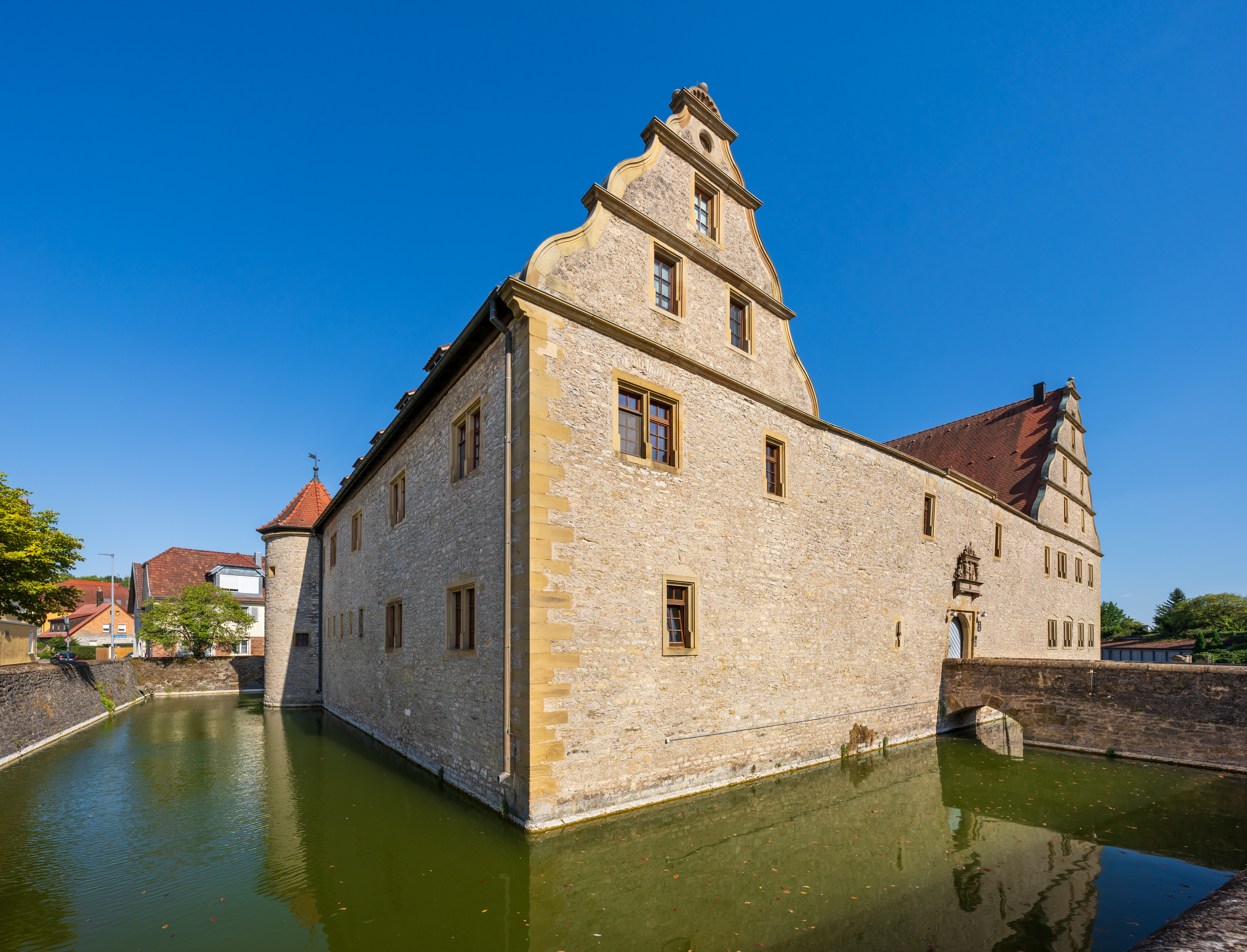
Blick von Westnordwesten auf Schloss Presteneck und seinen Wassergraben

Liste der Zuflüsse,  Seen und  Hochwasserrückhaltebecken von der Quelle zur Mündung. Gewässerlänge, Seefläche, Einzugsgebiet und Höhe nach den entsprechenden Layern auf der Onlinekarte der LUBW. Andere Quellen für die Angaben sind vermerkt.
Ursprung des Kohlbachs auf etwa 237 m ü. NHN etwa 0,2 km nordöstlich des Jüdischen Friedhofs Stein am Kocher am unteren Waldhang des Forstdistrikts Aspen. Der Bach fließt anfangs südwestwärts.
- Passiert einen Waldteich auf etwa 217 m ü. NHN links am Lauf gegenüber dem Tennisplatz, unter 0,1 ha.
- Passiert einige verlandende Tümpel auf etwa 216 m ü. NHN am rechten Auenrand nördlich des Sportplatzes.
- Durchfließt auf etwas über 210 m ü. NHN das gewöhnlich leere Becken des von der Stadt Neuenheim betriebenen Hochwasserrückhaltebeckens am Kohlbach. Es kann hinter seinem 1995 erbauten, 9,4 m hohen Erddamm bis zu 14.600 m³ Hochwasser zurückhalten, das dann ungesteuert wieder abgelassen wird.[LUBW 5]
- (Bach aus dem Kessel), von rechts und Nordnordwesten auf etwa 195 m ü. NHN am Nordrand von Stein am Kocher, 1,4 km und ca. 0,6 km². Entsteht auf etwa 250 m ü. NHN am Gewann Zwölf Morgen. Abschnittsweise begradigter Feldgraben in natürlicher Talmulde mit unbeständigem Durchfluss.
- Speist in Stein auf etwa 190 m ü. NHN den Wassergraben um das Schloss Presteneck.
- Passiert einen länglichen Teich auf etwa 156 m ü. NHN links am Lauf zwischen den Gebäuden der Kläranlage von Stein und der Mündung, ca. 0,3 ha.[LUBW 6]

Mündung des Kohlbachs von rechts und zuletzt Südosten auf etwa 154 m ü. NHN etwa 0,9 km westlich der Ortsmitte von Stein am Kocher in den untersten Kocher. Der Kohlbach ist 3,6 km lang und hat ein ca. 3,9 km² großes Einzugsgebiet.

## Geologie
Die triassischen Gesteine im Einzugsgebiet sind fast vollständig von geologisch viel jüngerem Gestein überlagert. Dabei dominiert Lösssediment aus quartärer Ablagerung, in das die Schwemmlandbänder der Talmulden eingebettet sind. Im unteren Ortsbereich von Stein werden diese auch kurz beidseitig von pleistozänen Terrassensedimenten des Kochers gesäumt.
Erst auf dem letzten halben Kilometer des Laufs unterhalb der Steiner Kläranlage streicht rechtsseits am steilen Kocherhang der Obere Muschelkalk aus. Zuvor gibt es im nördlichen Ortsbereich von Stein ein kleines geologisches Fenster auf den Lettenkeuper (Erfurt-Formation); noch höher im Einzugsgebiet könnte, wie der Vergleich mit entsprechenden Höhenlagen in Nachbareinzugsgebiet vermuten lässt, unter dem Löss vielleicht auch noch Gipskeuper (Grabfeld-Formation) liegen.
An der Kirche in Stein gibt es an einer Quelle ein zehn Meter hohes Kalksinter-Polster, das als Geotop ausgewiesen ist. Es soll den Ortsnamen Stein am Kocher motiviert haben.

## Alte Mündung
Eine topographische Karte aus dem frühen 20. Jahrhundert zeigt einen in Abschnitten gewundeneren Verlauf des Baches als heute.
Die Mündung lag damals gut einen halben Kilometer weiter kocheraufwärts, kurz vor ihr erfuhr der Bach damals noch Zufluss von einem kurzen Teilungsarm des wenig oberhalb mündenden Giesgrabens. Etwa auf der Trasse des heutigen Unterlaufs unter dem Prallhang Altenmühler gab es allerdings auch schon damals einen Zufluss zum Kocher, vielleicht der Restlauf eines noch früheren Kohlbach-Unterlaufs zum Kocher.

## Sehenswürdigkeiten und Bauwerke
- Kalksinterpolster bei der Kirche von Stein am Kocher am östlichen Ortsrand
- Schloss Presteneck in der Dorfmitte von Stein mit umschließendem Wassergraben

### LUBW
Amtliche Online-Gewässerkarte mit passendem Ausschnitt und den hier benutzten Layern: Lauf und Einzugsgebiet des Kohlbachs

Allgemeiner Einstieg ohne Voreinstellungen und Layer: Daten- und Kartendienst der Landesanstalt für Umwelt Baden-Württemberg (LUBW) (Hinweise)
1. 1 2 3 4  Höhe nach dem Höhenlinienbild auf dem Hintergrundlayer Topographische Karte.
2. 1 2 3  Länge nach dem Layer Gewässernetz (AWGN).
3. 1 2 3  Einzugsgebiet abgemessen auf dem Hintergrundlayer Topographische Karte.
4. ↑  Seefläche nach dem Layer Stehende Gewässer.
5. ↑  Daten des Hochwasserrückhaltebeckens nach dem Layer Stauanlage.
6. ↑  Seefläche abgemessen auf dem Hintergrundlayer Topographische Karte.

### Andere Belege
1. ↑  Abfluss-BW - Daten und Karten
2. ↑  Josef Schmithüsen: Geographische Landesaufnahme: Die naturräumlichen Einheiten auf Blatt 161 Karlsruhe. Bundesanstalt für Landeskunde, Bad Godesberg 1952. → Online-Karte (PDF; 5,1 MB)
3. ↑  Geologie nach den Layern zu Geologische Karte 1:50.000 auf: Mapserver des Landesamtes für Geologie, Rohstoffe und Bergbau (LGRB) (Hinweise)
4. ↑  Geotop-Steckbrief (PDF; 0,3 MB) des Quelltuffpolsters an der Kirche von Stein, abgefragt am 22. November 2023.
5. ↑  Frühere Mündung nach:
  - Meßtischblatt 6721 Kochendorf von 1902 in der Deutschen Fotothek